# Чемпионат России по международным шашкам среди мужчин 2015
Чемпионат России по международным шашкам среди мужчин 2015 года прошёл 3—13 июня в Лоо (Краснодарский край). Турнир проводился в основной программе, в быстрой программе (быстрые шашки) и молниеносной программе (блиц), по итогам которых определялись победители в командном зачёте. Одновременно прошёл Чемпионат России по международным шашкам среди женщин 2015 года и первенство России среди юношей и девушек.
Чемпионом в самой престижной классической программе стал Гетманский Александр, на втором месте Александр Шварцман, на третьем Николай Гермогенов.
Главный судья арбитр ФМЖД А. П. Мельников. Главный секретарь, арбитр ФМЖД: Р. С. Ишимбаев
По итогам соревнований шёл отбор в сборную России для участия в чемпионатах Европы в соответствующих программах.

## Медалисты
Учитывая личный и командный зачёты
| Место | Страна                                                | Золото | Серебро | Бронза | Всего |
| ----- | ----------------------------------------------------- | ------ | ------- | ------ | ----- |
| 1-3   | Шайбаков Айнур, Мильшин Владимир, Амриллаев Муродулло | 3      | 0       | 0      | 3     |
| 4     | Чижов Алексей                                         | 2      | 0       | 1      | 3     |
| 5     | Гетманский Александр                                  | 1      | 0       | 0      | 1     |
| 6-7   | Александр Шварцман, Гермогенов Николай                | 0      | 3       | 0      | 3     |
| 8     | Андрей Калмаков                                       | 0      | 1       | 2      | 3     |
| 9-10  | Колесов Гаврил, Гуляев Николай                        | 0      | 2       | 0      | 2     |
| 11-12 | Борков Денис, Бонадыков Сергей                        | 0      | 1       | 2      | 3     |
| 13-15 | Белошеев Сергей, Рахимзянов Рафис, Льдоков Александр  | 0      | 0       | 1      | 1     |

## классическая программа
Участвовало 29 спортсменов.
 Золото — Гетманский Александр
 Серебро — Александр Шварцман
 Бронза — Николай Гермогенов
командный чемпионат
Участвовало 5 команд (по три спортсмена без запасного). Сборная Кемеровской области играла без третьего номера, всего выступило 14 спортсменов.
 Золото — Башкортостан (Шайбаков Айнур, Мильшин Владимир, Амриллаев Муродулло)
 Серебро — Республика Саха (Якутия) (Колесов Гаврил, Гермогенов Николай, Гуляев Николай)
 Бронза — Тверская область (Калмаков Андрей, Борков Денис, Бонадыков Сергей)

## Быстрая программа
37 участников.
 Золото — Алексей Чижов
 Серебро — Шварцман Александр
 Бронза — Калмаков Андрей
командный чемпионат
Участвовало 5 команд (по три спортсмена без запасного). Сборная Кемеровской области играла без третьего номера, всего выступило 14 спортсменов.
 Золото — Башкортостан (Шайбаков Айнур, Мильшин Владимир, Амриллаев Муродулло)
 Серебро — Республика Саха (Якутия) (Колесов Гаврил, Гермогенов Николай, Гуляев Николай)
 Бронза — Тверская область (Калмаков Андрей, Борков Денис, Бонадыков Сергей)

## молниеносная программа
Участвовал 41 спортсмен.
 Золото — Чижов Алексей
 Серебро — Шварцман Александр
 Бронза — Белошеев Сергей
командный чемпионат
Участвовало 5 команд (по три спортсмена без запасного). Сборная Кемеровской области играла без третьего номера, всего выступило 14 спортсменов.
 Золото — Башкортостан (Шайбаков Айнур, Мильшин Владимир, Амриллаев Муродулло)
 Серебро — Тверская область (Калмаков Андрей, Борков Денис, Бонадыков Сергей)
 Бронза — Республика Удмуртия Чижов Алексей, Рахимзянов Рафис, Льдоков Александр)